# Dettenhofer Filz und Hälsle
Das Naturschutzgebiet Dettenhofer Filz und Hälsle liegt auf dem Gebiet des oberbayerischen Landkreises Landsberg am Lech nordöstlich von Dettenhofen, einem Ortsteil des Marktes Dießen am Ammersee. Unweit des Gebietes westlich fließt der Beurenbach, südwestlich und südlich verläuft die St 2056.

## Bedeutung
Das 119,16 ha große Gebiet mit der Nr. NSG-00063.01 wurde im Jahr 1992 unter Naturschutz gestellt.